# نویس (مینه‌سوتا)
نویس، مینه‌سوتا (به انگلیسی: Nevis, Minnesota) یک شهر در ایالات متحده آمریکا است که در شهرستان هابرد، مینه‌سوتا واقع شده‌است.

## خصوصیات
نویس ۲٫۶۲ کیلومترمربع مساحت و ۳۹۰ نفر جمعیت دارد و ۴۴۹ متر بالاتر از سطح دریا واقع شده‌است.